# Ekaterina Nikolaïevna Gontcharova
Pour les articles homonymes, voir Gontcharov.
Ekaterina Nikolaïevna Gontcharova (en russe : Екатерина Николаевна Гончарова), francisée dite Catherine Gontcharoff (4 mai 1809, Moscou - 15 octobre 1843, Soultz-Haut-Rhin), est une demoiselle d'honneur russe, belle-sœur du poète russe Alexandre Pouchkine.

## Biographie
Ekaterina Nikolaïevna Gontcharova est la fille de Nicolaï Afanasievitch Gontcharov (ru) et de Natalia Zagriajskaïa (ru).
Elle passe son enfance et son adolescence à Moscou, où elle reçoit une bonne éducation.
À l'automne 1834, à l'invitation de sa sœur cadette, Natalia, l'épouse d'Alexandre Pouchkine, Ekaterina emménage à Saint-Pétersbourg avec elle dans la maison de Pouchkine. En décembre de la même année, elle devient une fille d'honneur de l'impératrice.
Ekaterina rencontre Georges-Charles d'Anthès à l'automne de 1834, peu de temps après avoir emménagé à Saint-Pétersbourg. Leur mariage a lieu le 10 janvier 1837, donnant lieu à deux cérémonies : l'une catholique et l'autre orthodoxe. Le couple a quatre enfants.

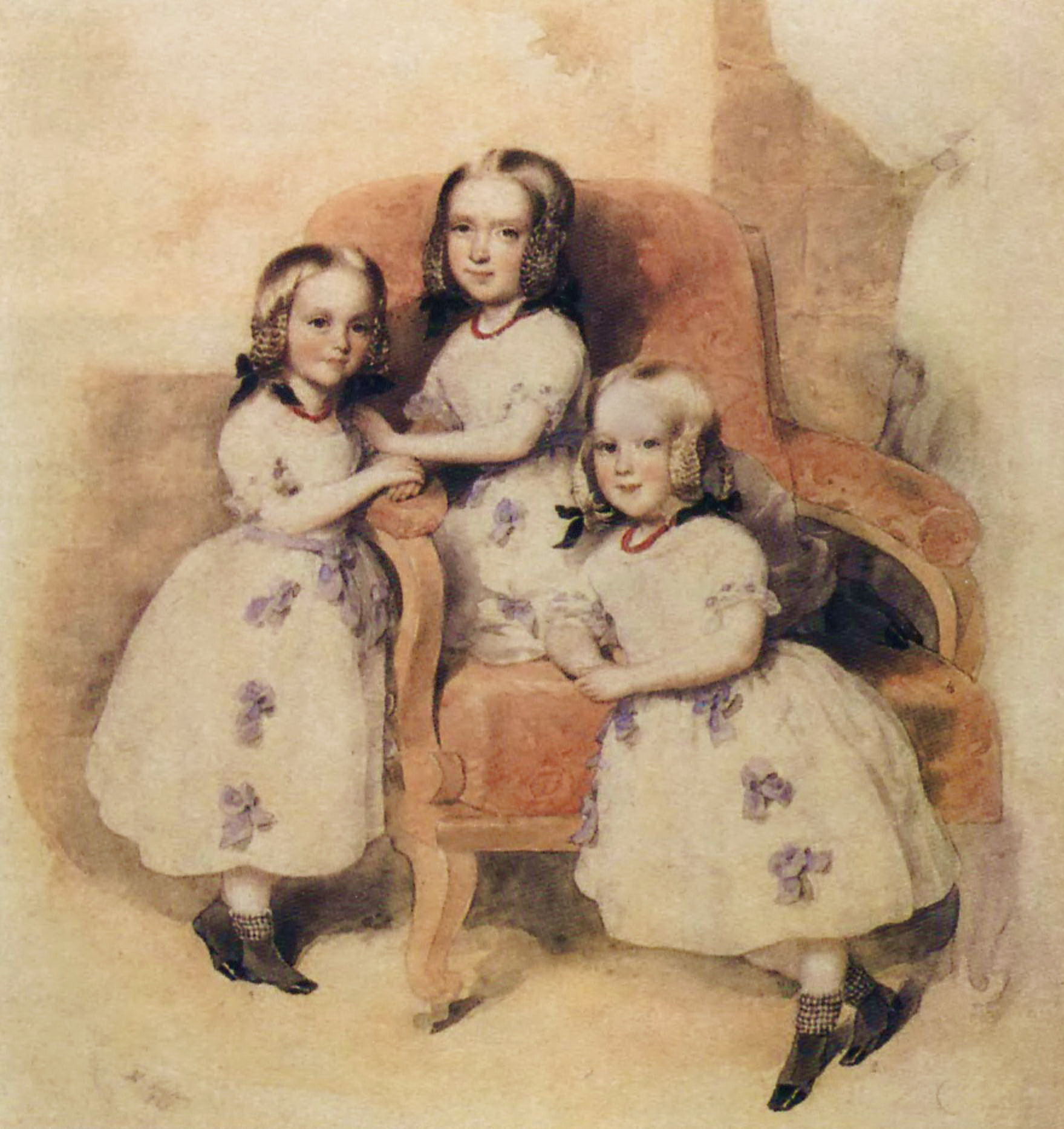
Enfants de Georges-Charles et d'Ekaterina d'Anthès de Heeckeren.

De retour en France, ils allèrent habiter dans la maison familiale, à Soultz, dans le Haut-Rhin. Elle lui donne trois filles, Mathilde-Eugénie (1837-1893, épouse du général Jean-Louis Metman (d) (1814-1889) et mère de Louis Metman), Berthe (1837-1908, épouse du comte Édouard Vandal (1813-1889)) et Léonie (1840-1888), restée célibataire. Ayant donné naissance à un garçon mort en 1842, elle rêve de donner un héritier à son mari.
Après avoir donné, le 22 septembre 1843, naissance au fils tant attendu, Louis-Joseph, Catherine Nicolaïevna succombe à une fièvre puerpérale le 15 octobre 1843 en donnant naissance à leur seul fils, Louis (1843-1902), époux de Marie-Louise de Schauenbourg-Luxembourg.

## Sources
1. ↑  Georges Charles d’Anthès. Par Louis Metman (1922).

- (ru) Cet article est partiellement ou en totalité issu de l’article de Wikipédia en russe intitulé « Гончарова, Екатерина Николаевна » (voir la liste des auteurs).
- Notices d'autorité :   - VIAF
  - ISNI
  - IdRef
  - LCCN
  - GND
  - Pays-Bas
  - Israël
  - NUKAT
  - WorldCat